# Poecilojoppoides sanfordi
Poecilojoppoides sanfordi är en stekelart som beskrevs av Heinrich 1934. Poecilojoppoides sanfordi ingår i släktet Poecilojoppoides och familjen brokparasitsteklar. Utöver nominatformen finns också underarten P. s. birmanicus.